# Колесников, Дмитрий Тихонович
Дмитрий Тихонович Колесников (1905, Горловка, Железнянская волость, Бахмутский уезд, Екатеринославская губерния, Российская империя — 1959, Запорожская область, Украинская ССР, СССР) — советский государственный и партийный деятель. Исполняющий обязанности первого секретаря Житомирского обкома КП(б) Украины (1944).

## Биография
Родился в семье рабочего. В апреле 1922 — октябре 1924 г. — коногон шахты № 5 города Горловки. В 1923 году вступил в комсомол.
В октябре 1924 — октябре 1928 г. — секретарь Горловского районного комитета комсомола (ЛКСМУ) в Донбассе.
Член ВКП(б) с июня 1925 года.
В октябре 1928 — ноябре 1929 г. — подручный электричество Лисичанской электростанции в Донбассе. В ноябре 1929 — декабре 1930 г. — инструктор Артемовского окружного комитета комсомола (ЛКСМУ) в Донбассе.
В декабре 1930 — декабре 1932 г. — заведующий школы горнопромышленного обучения в поселке Гришино в Донбассе. В декабре 1932 — декабре 1933 г. — инструктор Гришинского районного комитета КП(б)В Донецкой области. В декабре 1933 — сентябре 1935 г. — секретарь партийного комитета КП(б)У шахты имени Шевченко поселка Постышева (Гришино) Донецкой области.
В сентябре 1935 — марте 1937 г. — слушатель курсов марксизма-ленинизма при ЦК КП(б)У в городе Киеве. В апреле 1937 — сентябре 1938 г. — инструктор ЦК КП(б)У в Киеве.
В октябре 1938 — январе 1939 г. — заведующий отделом руководящих партийных органов Житомирского областного комитета КП(б)У.
В январе 1939 — октябре 1941 г. — 2-й секретарь Житомирского областного комитета КП(б)У.
С октября 1941 года — в Красной армии, участник Великой Отечественной войны. В октябре 1941 — январе 1942 г. — начальник политического отдела 37-го армейского полевого строительного управления 5-й саперной армии РККА.
В январе — мае 1942 г. — инструктор ЦК КП(б)У в городе Воронеже. В мае — августе 1942 г. — исполняющий обязанности заведующего военного отдела ЦК КП(б)У в городе Ворошиловграде. В августе — декабре 1942 г. — ответственный организатор Управления кадров ЦК ВКП(б) в Москве. В декабре 1942 — августе 1943 г. — в распоряжении ЦК КП(б)У в городе Москве.
В августе 1943 — сентябре 1945 г. — 2-й секретарь Житомирского областного комитета КП(б)У.
В сентябре 1945 — августе 1948 г. — слушатель Высшей партийной школы при ЦК ВКП(б) в Москве.
В сентябре 1948 — мае 1950 г. — 1-й секретарь Константиновского городского комитета КП(б)В Сталинской области.
В июне 1950 — после 1954 г. — районный инспектор Центрального статистического управления в городе Лисичанске Ворошиловградской области. Затем проживал в Запорожской области, где и умер в 1959 году.